# Szent Sebestyén
Sebestyén (latin: Sebastianus) egyházi nevén Szent Sebestyén (Narbonne, 256 körül – ?, 288. január 20.) keresztény mártír, aki Diocletianus római császár keresztényüldözéseinek idején halt vértanúhalált.
Bizonyos egyházakban a legnépszerűbb szentek közé tartozik. Mint segítőszenthez fordultak hozzá pestis és más – embereket vagy állatokat pusztító – járvány idején. A középkorban számos egyesület és kézműves céh tisztelte védőszentjeként, ereklyéinek birtoklásáért több település vetélkedett. A művészet a vértanúságát sokszor választotta témájául, és számtalan változatban dolgozta föl a mindenkori ízlésnek megfelelően. A szentek római naptára január 20-án emlékezik meg róla Fábián pápával  együtt.
Az emléknap dátuma és a megünneplés ténye szinte az egyetlen, ami komolyan vehető tanúságként elfogadható Szent Sebestyénről. Ünnepét egészen a 354. évi római kalendáriumig vissza lehet vezetni. Emlékezetét abban a Via Appián lévő katakombában ülték meg, amely az ő nevét viseli. Már a 4. században építettek ott egy bazilikát, igaz, hogy először az apostolok tiszteletére, csak később lett Szent Sebestyén temploma. Temetésének helye és körülményei nem ismertek, valószínűleg nem ebben a római katakombában helyezték el földi maradványait. Halála időpontjának meghatározására is föltevés eredménye.

## Élete

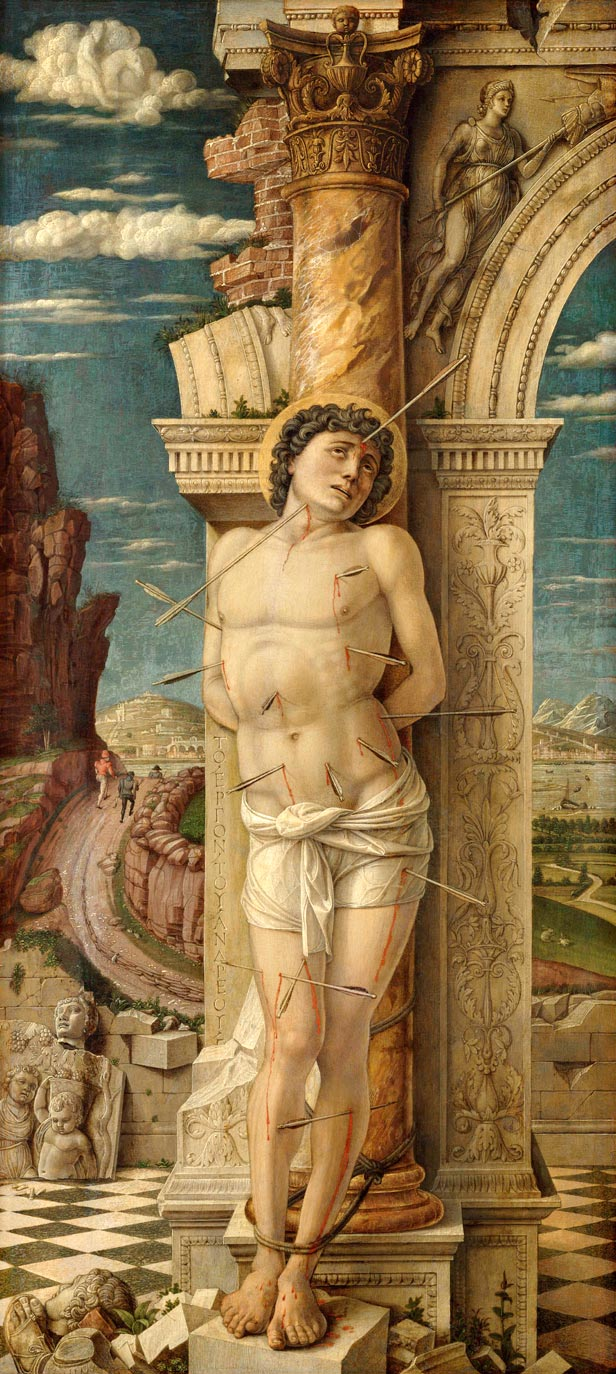
Andrea Mantegna: Szent Sebestyén (Kunsthistorisches Museum, Bécs)

Sebestyén a római császári gárda tisztje volt, Narbonne-ban született, de Milánóban élt. Diocletianus császár és Maximianus császár  nagyra becsülte, és közvetlen környezetébe rendelte. Sebestyén egyszerre tudott császári tiszt és hűséges keresztény lenni, aki bátran védte a hitet. A legenda tehetséges szónoknak mondja a tisztet, aki bajtársait el akarta vezetni a hithez és bátorította a fogságban sínylődő keresztényeket. Végül maga Sebestyén is a császári törvényszék elé került, és hite miatt halálra ítélték. Kinn a szabad mezőn karóhoz kötözték, hogy a katonák halálra nyilazzák. Amikor már halottnak vélték, otthagyták. Egy jámbor római özvegy, Iréne házába fogadta a súlyos sebesültet, és addig ápolta, míg föl nem épült. Amikor Sebestyén ismét megjelent a nyilvánosság előtt, úgy fogadták, mint aki holtából támadt föl. 
Sebestyén vértanúságának legendája azt a keresztény hitet támasztja alá, miszerint a keresztény élet valójában elpusztíthatatlan. Bármilyen borzalmasak is az alkalmazott kínzások és a halál módjai, alapjában véve nem árthatnak a hívőnek, hiszen ő halhatatlan.
Sebestyén ismét a hóhérok kezére került, és másodszor is halálra ítélték. Bunkókkal verték agyon, majd egy csatornába dobták. Testét ezúttal egy Lucina nevű római asszony vette gondjába, és ő temette el.

## Emlékezete
Szent Sebestyénről számos templomot neveztek el az évszázadok során. Néhány magyarországi templom Szent Sebestyén oltalmába ajánlva: 
- Szent Sebestyén-templom, Székesfehérvár
- Szent Sebestyén vértanú temploma (Eger)
- Kapuvári Szent Sebestyén templom
- Csácsbozsoki Szent Sebestyén templom